# L’Année sociologique
L’Année sociologique (с фр. — «Социологический ежегодник») — французский социологический журнал.

## История
Основан в 1898 году Эмилем Дюркгеймом, который до конца своей жизни (1917) являлся его редактором. В журнале публиковались работы приверженцев идей Дюркгейма, обзоры и рецензии литературы по социальным наукам.
Журнал состоял из шести рубрик: общая социология, социология религии, юридическая социология, социология морали, социальная морфология, «разное». При жизни Дюркгейма вышло двенадцать номеров журнала. С 1898 по 1907 год он выходил ежегодно, два последних выпуска, состоявших только из рецензий, вышли в 1910 и 1913 году. С 1908 года выпускалась книжная серия «Труды социологического ежегодника». Издание L’Année Sociologique возобновилось в 1925 году. Главным редактором стал ученик Дюркгейма, его племянник, французский социолог Марсель Мосс, под редакцией которого вышло два номера, на смену которому приходят нерегулярные выпуски «Социологических анналов» (1934—1942). С 1949 года по настоящее время выходит третья серия журнала.
В журнале публиковались статьи Эмиля Дюркгейма, Селестена Бугле, Марселя Мосса, Мориса Хальбвакса, Роберта Герца, Франсуа Симиана, Поля Лапи, Анри Юбера и других.